# Стрільники (Ніжинський район)
Стрі́льники — станове козацьке село в Україні, у Бахмацькій міській громаді Ніжинського району Чернігівської області.

## Географія
Розташована на р. Борзенка (притока р. Борзна) за 20 від центру громади Бахмач. 
Біля села знаходиться гідрологічний заказник місцевого значення Стрільницьке.

### Археологія
Село розташоване у північній зоні скіфських могил, частина яких добре збереглася до наших днів. Під час археологічних досліджень на території села знайдені глиняні горщики, які датуються ХІІ ст. Проте точніших даних про приналежність знайденого немає.

### Походження назви
Російські дослідники тенденційно прив'язували назву села до московських стрілецьких полків, які нібито розташовувались на території села в XVI століття — у часи межових суперечок Речі Посполитої та Московії. Але жодних даних про це в документах немає, а сама назва села, імовірно, походить від військового ремесла стрільництво, поширеного серед козаків.

## Історія

### Річ Посполита і Гетьманська Україна
Існує дві легенди про заснування села. Перша легенда розповідає, що втікач з села Курінь за вбивство поселився біля річки Борзенки і проживав самотньо близько 20 років, після чого переселився на інше місце, де зараз знаходиться церква і вулиця, яка раніше називалася «селянка». Згідно другої легенди, у ХУ столітті на території села стояли стрілецькі полки і їхні стрільці є перші поселенці на території села.
Село засновано близько 1625 року.
В Присяжній книзі Ніжинського полку 1654 року приводиться як "село Стрилниково, в том селе поставлена ц(е)рковь древяная во имя Преображения Г(о)с(по)да Б(о)га и Сп(а)са н(а)ш(е)го И(су)са Хр(е)ста", указується три сільських козацьких отамана: Тимофій Федоров, Гаврило Федоров, Тихон Філіпов, и 39 козаків. З 1654 року по 1782 рік село незмінно перебувало в складі Шаповалівської сотні Ніженського полку.
По опису 1654 року в селі Стільники нараховувалося 103 двори. 
У 20-х роках XX століття з села вийшли два виселки. Один з них (35 дворів) відійшов до Пісківської сільської ради, а село Українське з 1973 року входить до складу Курінської сільської ради.
На початку XX століття в селі жили козаки та казенні селяни. Кріпаків було лише декілька сімей. Заможні селяни мали 10-15 десятин землі, куркульські господарства по 300—350 десятин, а казенні селяни мали наділи по 3-5 десятин. Навколо села була розміщена земля, яка належала поміщиці Простоквашиній. В неї було 5-ть дочок між якими була поділена вся земля поміщиці. Було утворено 5 економій по 5 тисяч десятин, які належали поміщикам: Ярославському, Скожинському, Жимайлову, Мацку, Трубєцькому (зятям поміщиці Простоквашиній).
Населення, в основному, займалося землеробством. Торгівлею займалися 5 єврейських сімей, які проживали в селі. Крім того в селі було 2 водяні млини, 2 олійниці та понад 50 вітряних млинів, а також два цегляні підприємства.
Соціальний склад населення на початок XX століття був такий: середняків — 1669 чоловік, бідняків 170 чоловік, заможних селян 145 чоловік, служителів культу 13 чоловік, службовців 5 чоловік
Радянську владу в селі було встановлено в січні 1918 року. Після закінчення громадянської війни населення села брало активну участь у відбудові народного господарства. В період проведення колективізації одноосібні селяни почали об'єднуватися у колгоспи. Перше ТСОЗ було організовано в 1928 році, яке називалося товариство спільного обробітку землі "Весела нива'\ На початку 1929 року була організована перша сільськогосподарська артіль «Жовтнева революція». Наприкінці 1929 року «Весела нива» і «Жовтнева революція» були об'єднані в артіль «Жовтнева». Пізніше на території села було чотири колгоспи: «Жовтнева», імені Шевченка, «Нова Зарічка» та «4-річчя Жовтня» на хуторі Українському.
У 1950 році ці колгоспи об"єдналися в один — імені Карла Маркса. У 1956 році цей колгосп був розділений на 2-ва господарства: імені Карла Маркса та імені Булганіна (пізніше цей колгосп став називатися «Іскра»).
Село було окуповане з 23 вересня 1941 року по 9 вересня 1943 року. 16 односельчан було спалено заживо в селі Велика Загорівка. 70 жителів, переважно молоді, було вивезено на каторжні роботи до Німеччини.
З фронтів радянсько-німецької війни не повернулося додому 338 односельчан.
За період з 1946 року по 1962 рік були збудовані дві колгоспні електростанції та радіовузол. У 1970 році село було повністю електрифіковане та радіофіковане.
У 50-60-х роках відбулося піднесення всіх галузей сільського господарства. Зросло колгоспне та індивідуальне будівництво. Була побудована лікарня на 25 ліжок. В 1958 році Бахмацьким міжколгоспбудом в селі був побудований цегельний завод, який щороку випускав близько З мільйонів штук цегли.
У 1959 році розпочато і в 1965 році закінчено будівництво середньої школи на 400 учнівських місць. У 1968 році в селі був побудований промисловий магазин, а в 1975 році будинок культури.
У 1973 році колгоспи імені Карла Маркса та «Іскра» були об"єднані в один — імені Карла Маркса.
З 2 березня 2001 року колгосп імені Карла Маркса був реорганізований у СТОВ «Батьківщина».
У 1979 році дорогу Бахмач-Стрільники було асфальтовано, а в 1987 році в селі було побудоване нове приміщення сільської ради.
12 червня 2020 року, відповідно до розпорядження Кабінету Міністрів України № 730-р «Про визначення адміністративних центрів та затвердження територій територіальних громад Чернігівської області», увійшло до складу Бахмацької міської громади.
19 липня 2020 року, в результаті адміністративно-територіальної реформи та ліквідації Бахмацького району, село увійшло до складу Ніжинського району Чернігівської області.

## Демографія
На початку 1970-их замешкувало 1650 осіб. З середини 1960-их має тенденцію до зменшення, аж до ознак демографічної кризи. Ця криза спровокована акцією Голодомору в Україні 1932—1933, масовою мобілізацією чоловіків репродуктивного віку до сталінського війська у 1943 та вимиванням працездатного населення на некваліфіковані роботи до міста — 1960-70-ті роки.

## Освіта
1881 у селі відкрили загальноосвітню школу. У 1900-тих роках статус школи підвищили до рівня Земського початкового училища. З 1917 року почалося викладання частини предметів українською мовою. Але вже 1921, після встановлення російсько-більшовицького режиму, навчання дітей примусово перевели на семирічний формат. Тоді ж навчалось 199 учнів, було 6 учителів. Значну частка учнів школи комуністи убили голодом в 1931—1933 та 1932—1933 навчальні роки.
Нову будівлю школи побудовано лише 1965.
Зараз середня школа села зберігає 11-класний рівень викладання.

### Післявоєнні злидні
1946 комуністи знову почали терор голодом. У селі з'явилися пухлі люди. 1950 на базі 4 колгоспів створили колгосп Марса. 1958 — цегельний завод.

## Сучасний стан
Тільки на початку 1970-х Стрільники електрифіковані та радіофіковані — доти комуністи тримали людей у повній темряві, при каганцях. 1975 — будинок культури, 1985 — дитячий садок, 1987 — сільська рада.
Лише 1979 дорога з райцентру до села заасфальтовано.
1996 громадяни отримали сертифікати на земельні частки (паї). Протягом 2000—2001 років господарство було реорганізовано спочатку в кооператив, а потім у СТОВ «Батьківщина».
У селі велика дерев'яна церква в ім'я Преображення Ісуса Христа.
Голова сільради, після перемоги на президентських виборах Віктора Януковича, належить до Партії регіонів. Після перемоги Революції Гідності (2013—2014) — вийшов із цієї партії.